# Équipe du Maroc masculine de basket-ball
Cet article traite de l'équipe masculine. Pour l'équipe féminine, voir Équipe du Maroc féminine de basket-ball.
Maillots
L'équipe du Maroc de basket-ball est la sélection des meilleurs joueurs marocains. Elle est placée sous l'égide de la Fédération royale marocaine de basket-ball.
Sa meilleure participation en Championnat reste en 1965 quand elle remporte la finale face à la Tunisie.

## Résultats

### Palmarès
| Compétitions mondiales                             | Compétitions continentales | Autres compétitions |
| -------------------------------------------------- | --- | --- |
| - Jeux olympiques - Néant - Coupe du monde - Néant | - AfroBasket (1) - Vainqueur en 1965 - Finaliste en 1964 et 1968 - Troisième en 1962 et 1980 - AfroCan (1) - Vainqueur en 2023 | - Championnat arabe des nations - Finaliste en 2005 et 2017 - Troisième en 2000, 2009, 2010 - Jeux panarabes - Troisième en 1961 |

### Parcours en compétitions internationales
| Année | Position    |      | Année       | Position |     | Année | Position |
| 1962  | Troisième   | 1981 | Non inscrit | 2001     | 6e  |       |          |
| 1964  | Finaliste   | 1983 | Non inscrit | 2003     | 8e  |       |          |
| 1965  | Vainqueur   | 1985 | Non inscrit | 2005     | 6e  |       |          |
| 1968  | Finaliste   | 1987 | Non inscrit | 2007     | 10e |       |          |
| 1970  | Non inscrit | 1989 | 9e          | 2009     | 12e |       |          |
| 1972  | 7e          | 1992 | 10e         | 2011     | 8e  |       |          |
| 1974  | Non inscrit | 1993 | Non inscrit | 2013     | 8e  |       |          |
| 1975  | Non inscrit | 1995 | 6e          | 2015     | 13e |       |          |
| 1978  | 5e          | 1997 | Non inscrit | 2017     | 4e  |       |          |
| 1980  | Troisième   | 1999 | 11e         |          |     |       |          |

## Effectif actuel
Joueurs convoqués pour l'Afrobasket 2011